# Ukrajina na Eurovision Song Contest
Ukrajina se zúčastnila 20 ročníků soutěže Eurovision Song Contest, poprvé v roce 2003. Účast Ukrajiny v soutěži zajišťuje veřejnoprávní televize Suspilne.
Ukrajina doposud vyhrála soutěž třikrát, v roce 2004 zvítězila ukrajinská reprezentantka Ruslana s písní „Wild Dances“, v roce 2016 zpěvačka Džamala s písní „1944“ a dosud naposledy v ročníku 2022 skupina Kalush Orchestra s písní „Stefanija”, čímž se země stala prvním státem, který dokázal v 21. století vyhrát třikrát, a první zemí z východní Evropy s alespoň třemi výhrami. Soutěž se v letech 2005 a 2017 konala v ukrajinském hlavním městě Kyjevě. V roce 2023 se kvůli probíhající ruské invazi konala navzdory vítězství Ukrajiny v britském Liverpoolu, protože Ukrajina nemohla zaručit bezpečné konání soutěže. Ze soutěže Ukrajina odstoupila v roce 2015 kvůli ukrajinské krizi a v roce 2019 z důvodu problémů s národním kolem.
Od zavedení semifinálových kol v roce 2004 je Ukrajina jedinou zemí mimo Velkou pětku, která se vždy probojovala do finále, a jen 6krát se nedostala ve finále mezi nejlepších 10. Mezi pět nejlepších se kromě vítězů probojovali také Věrka Serďučka (2007) a Ani Lorak (2008) s druhým místem, v roce 2013 byla třetí Zlata Ogněvič, stejně jako Alyona Alyona a Jerry Heil v roce 2024, Mika Newton skončila v roce 2011 čtvrtá a skupina Go_A se v roce 2021 umístila na pátém místě.

## Výsledky
| Rok                    | Interpret                  | Píseň                                        | Jazyk                       | Finále        | Finále        | Semifinále                | Semifinále                |
| Rok                    | Interpret                  | Píseň                                        | Jazyk                       | Pořadí        | Body          | Pořadí                    | Body                      |
| ---------------------- | -------------------------- | -------------------------------------------- | --------------------------- | ------------- | ------------- | ------------------------- | ------------------------- |
| 2003                   | Oleksandr Ponomarov        | „Hasta la Vista“                             | angličtina                  | 14.           | 30            | nekonalo se               | nekonalo se               |
| 2004                   | Ruslana                    | „Wild Dances“                                | angličtina, ukrajinština    | 1.            | 280           | 2.                        | 256                       |
| 2005                   | GreenJolly                 | „Razom nas bahato“ (Разом нас багато)        | ukrajinština, angličtina    | 19.           | 30            | hostitelská země          | hostitelská země          |
| 2006                   | Tina Karol                 | „Show Me Your Love“                          | angličtina                  | 7.            | 145           | 7.                        | 146                       |
| 2007                   | Věrka Serďučka             | „Dancing Lasha Tumbaj“ (Dancing Лаша Тумбай) | angličtina, němčina, suržyk | 2.            | 235           | TOP 10 z předchozího roku | TOP 10 z předchozího roku |
| 2008                   | Ani Lorak                  | „Shady Lady“                                 | angličtina                  | 2.            | 230           | 1.                        | 152                       |
| 2009                   | Svetlana Loboda            | „Be My Valentine! (Anti-Crisis Girl)“        | angličtina                  | 12.           | 76            | 6.                        | 80                        |
| 2010                   | Alyosha                    | „Sweet People“                               | angličtina                  | 10.           | 108           | 7.                        | 77                        |
| 2011                   | Mika Newton                | „Angel“                                      | angličtina                  | 4.            | 159           | 6.                        | 81                        |
| 2012                   | Gaitana                    | „Be My Guest“                                | angličtina                  | 15.           | 65            | 8.                        | 64                        |
| 2013                   | Zlata Ogněvič              | „Gravity“                                    | angličtina                  | 3.            | 214           | 3.                        | 140                       |
| 2014                   | Marija Jaremčuková         | „Tick-Tock“                                  | angličtina                  | 6.            | 113           | 5.                        | 118                       |
| bez účasti v roce 2015 |                            |                                              |                             |               |               |                           |                           |
| 2016                   | Džamala                    | „1944“                                       | angličtina, tatarština      | 1.            | 534           | 2.                        | 287                       |
| 2017                   | O.Torvald                  | „Time“                                       | angličtina                  | 24.           | 36            | hostitelská země          | hostitelská země          |
| 2018                   | Mélovin                    | „Under the Ladder“                           | angličtina                  | 17.           | 130           | 6.                        | 179                       |
| bez účasti v roce 2019 |                            |                                              |                             |               |               |                           |                           |
| 2020                   | Go A                       | „Solovej“ (Соловей)                          | ukrajinština                | ročník zrušen | ročník zrušen | ročník zrušen             | ročník zrušen             |
| 2021                   | Go A                       | „Šum“ (Шум)                                  | ukrajinština                | 5.            | 364           | 2.                        | 267                       |
| 2022                   | Kalush Orchestra           | „Stefanija” (Стефанія)                       | ukrajinština                | 1.            | 631           | 1.                        | 337                       |
| 2023                   | Tvorchi                    | „Heart of Steel“                             | angličtina, ukrajinština    | 6.            | 243           | automatický postup        | automatický postup        |
| 2024                   | Alyona Alyona a Jerry Heil | „Teresa & Maria“                             | ukrajinština, angličtina    | 3.            | 453           | 2.                        | 173                       |
| 2025                   | Ziferblat                  | „Bird of Pray“                               | ukrajinština, angličtina    | 9.            | 218           | 1.                        | 137                       |

| Legenda | Legenda                              |
| ------- | ------------------------------------ |
| 1       | 1. místo                             |
| 2       | 2. místo                             |
| 3       | 3. místo                             |
| X       | interpret vybrán, ale nezúčastnil se |

## Galerie

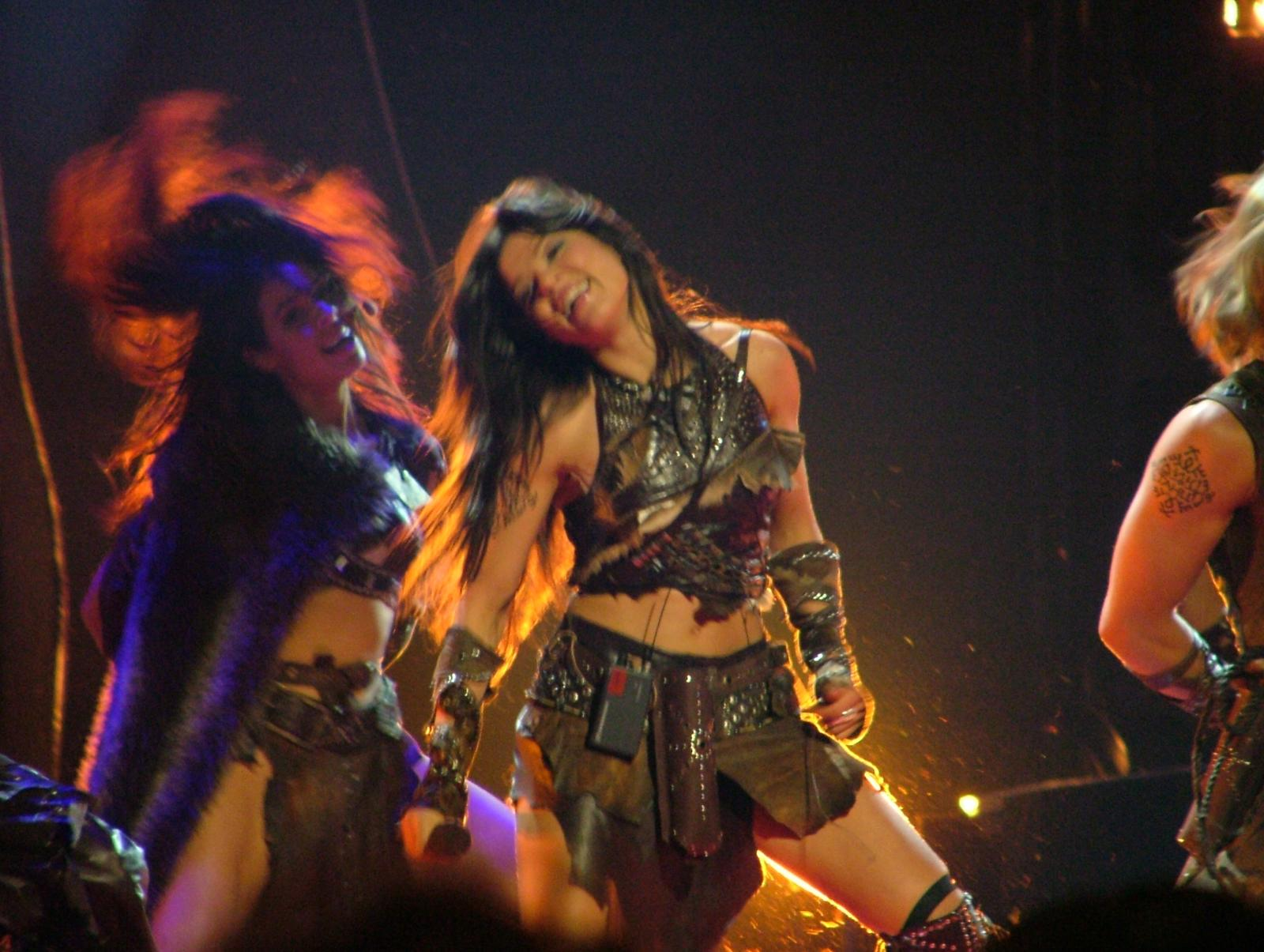
Ruslana v Istanbulu (2004)
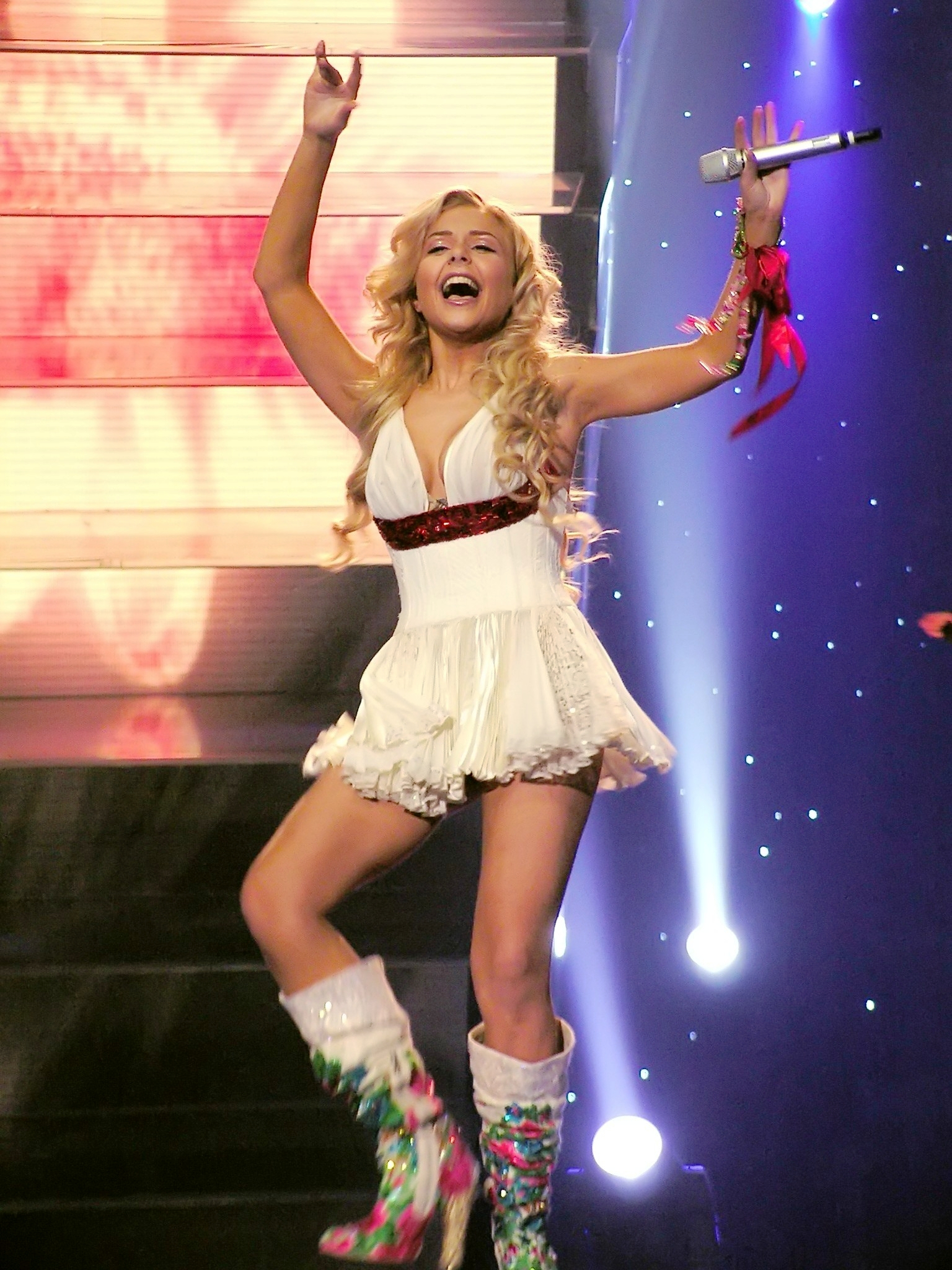
Tina Karol v Athénách (2006)
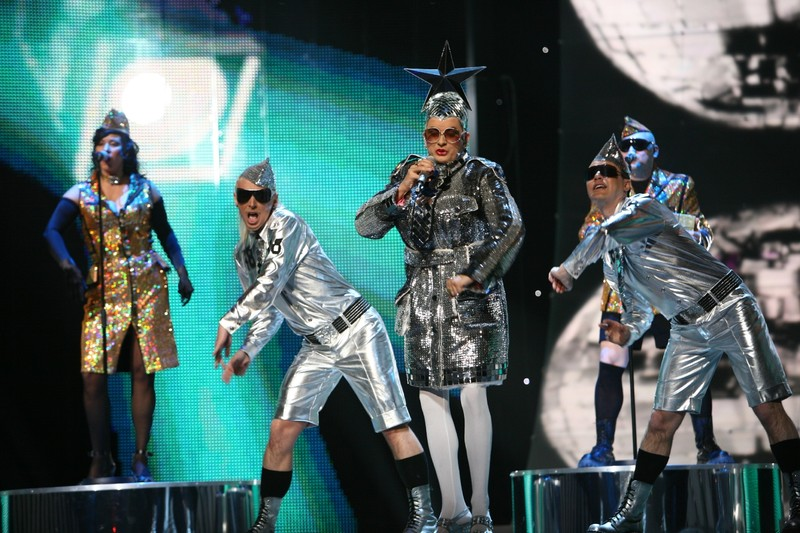
Věrka Serďučka v Helsinkách (2007)
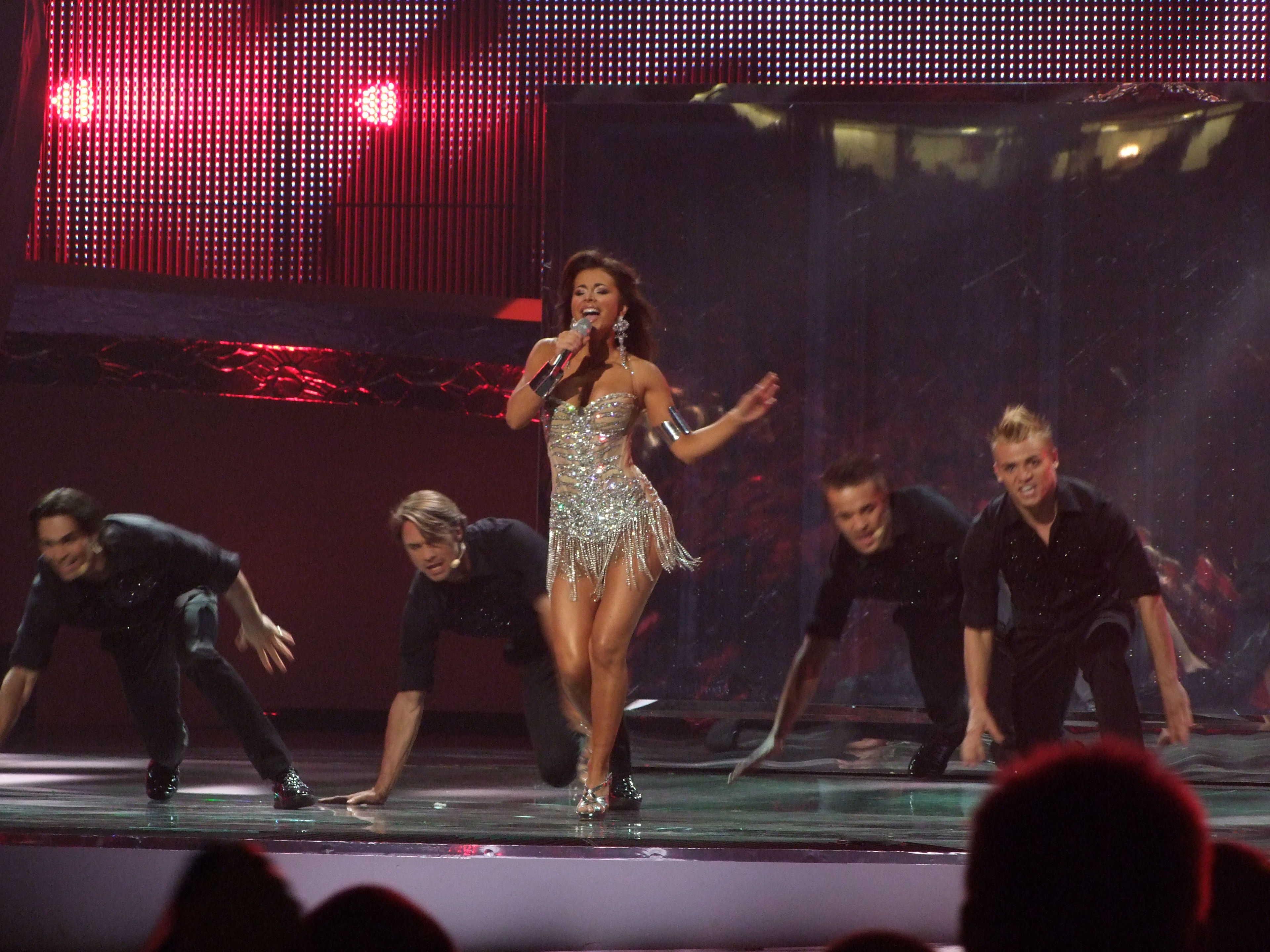
Ani Lorak v Bělehradě (2008)
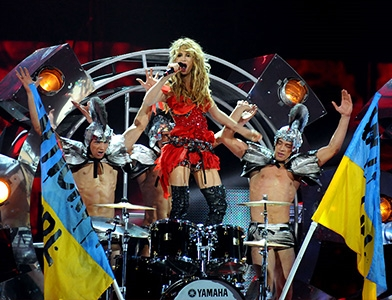
Svetlana Loboda v Moskvě (2009)
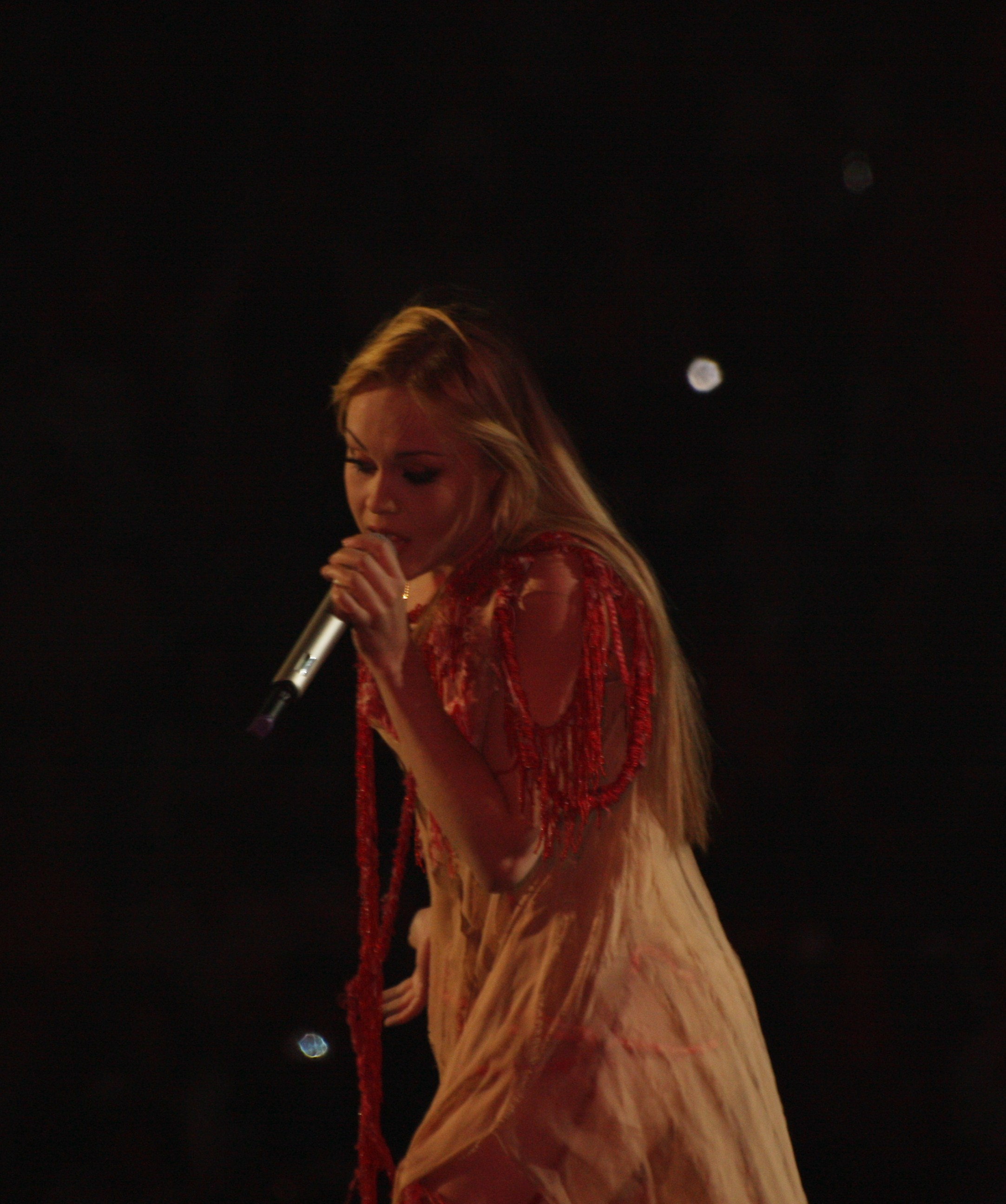
Alyosha v Oslu (2010)
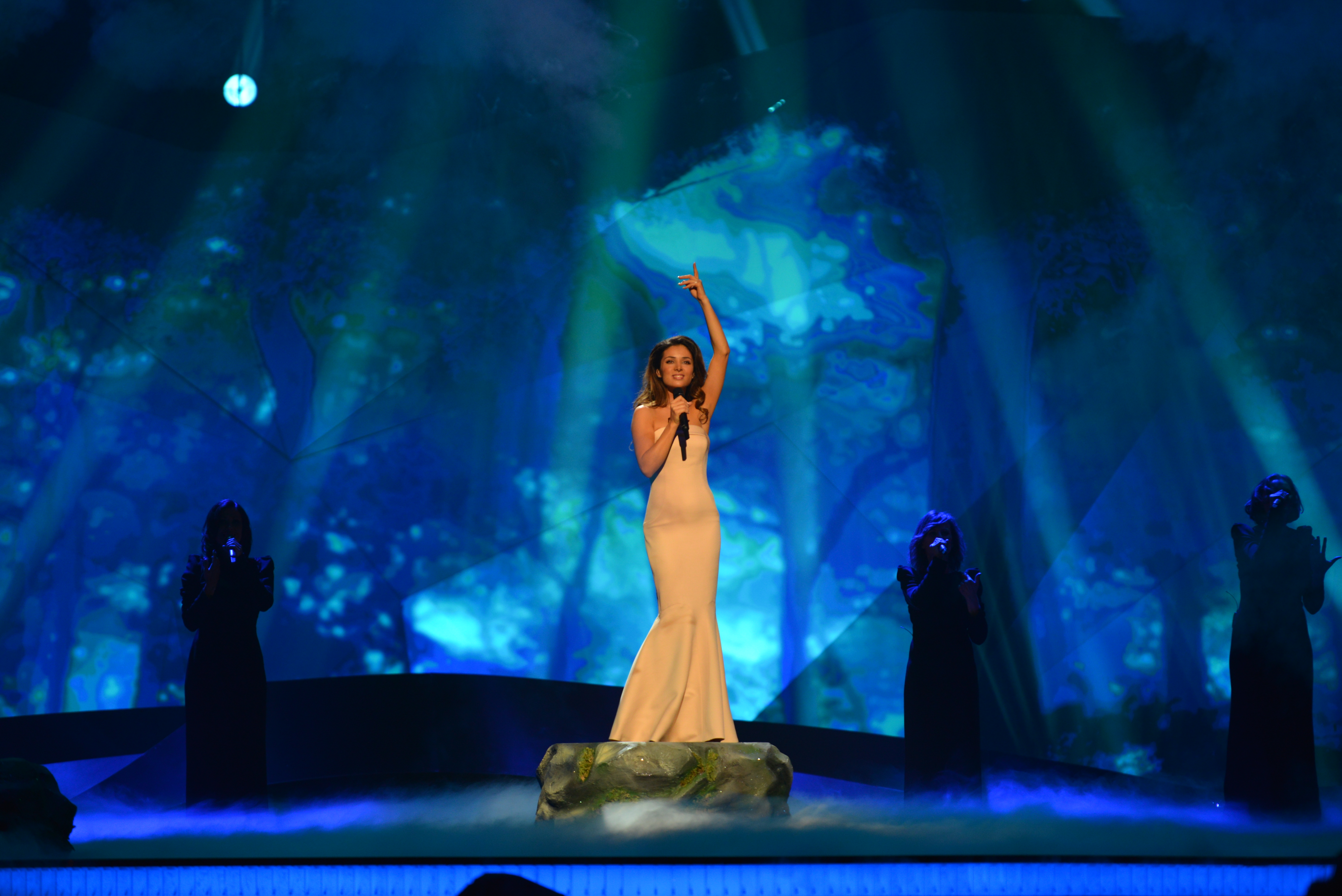
Zlata Ogněvič v Malmö (2013)
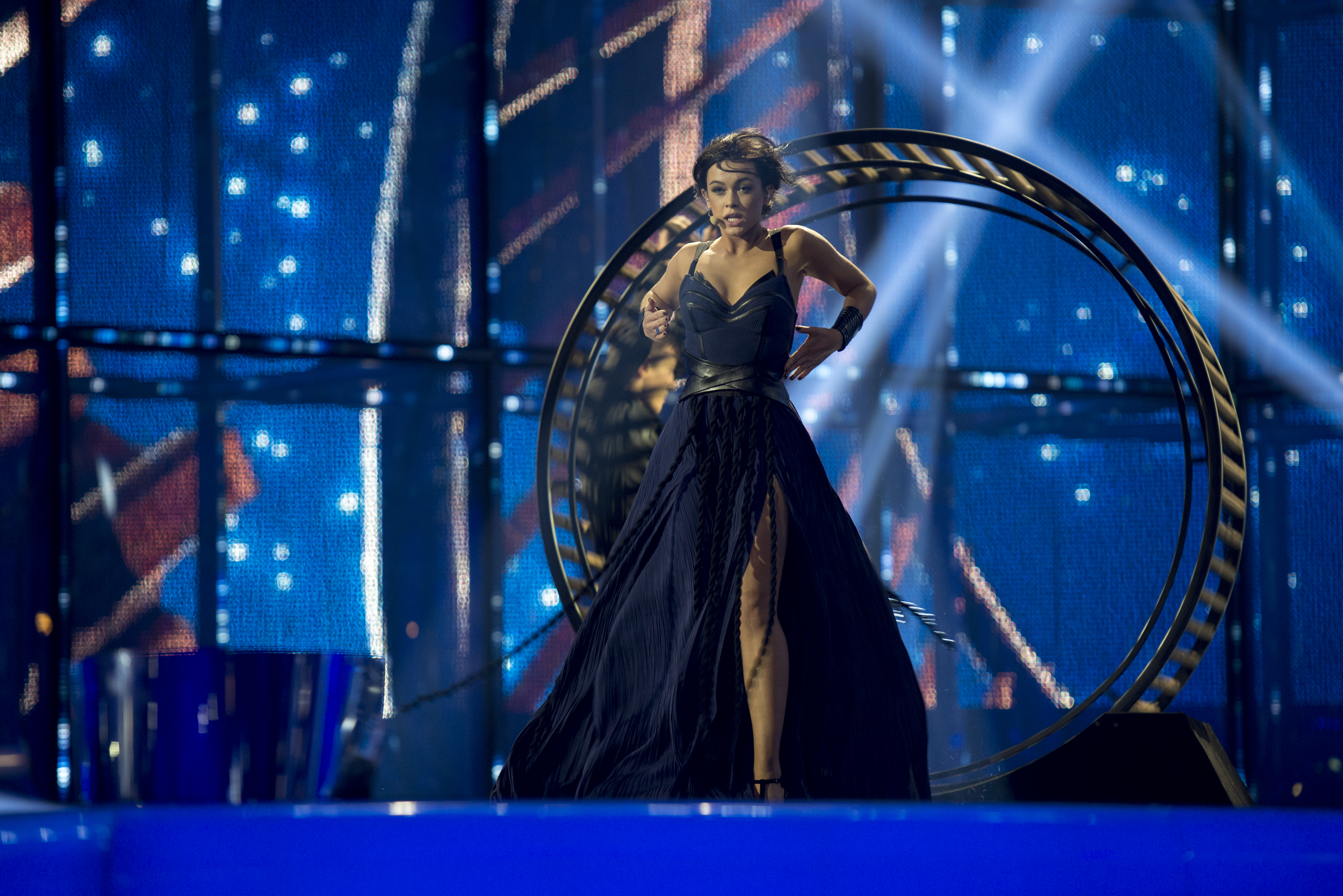
Marija Jaremčuk v Kodani (2014)
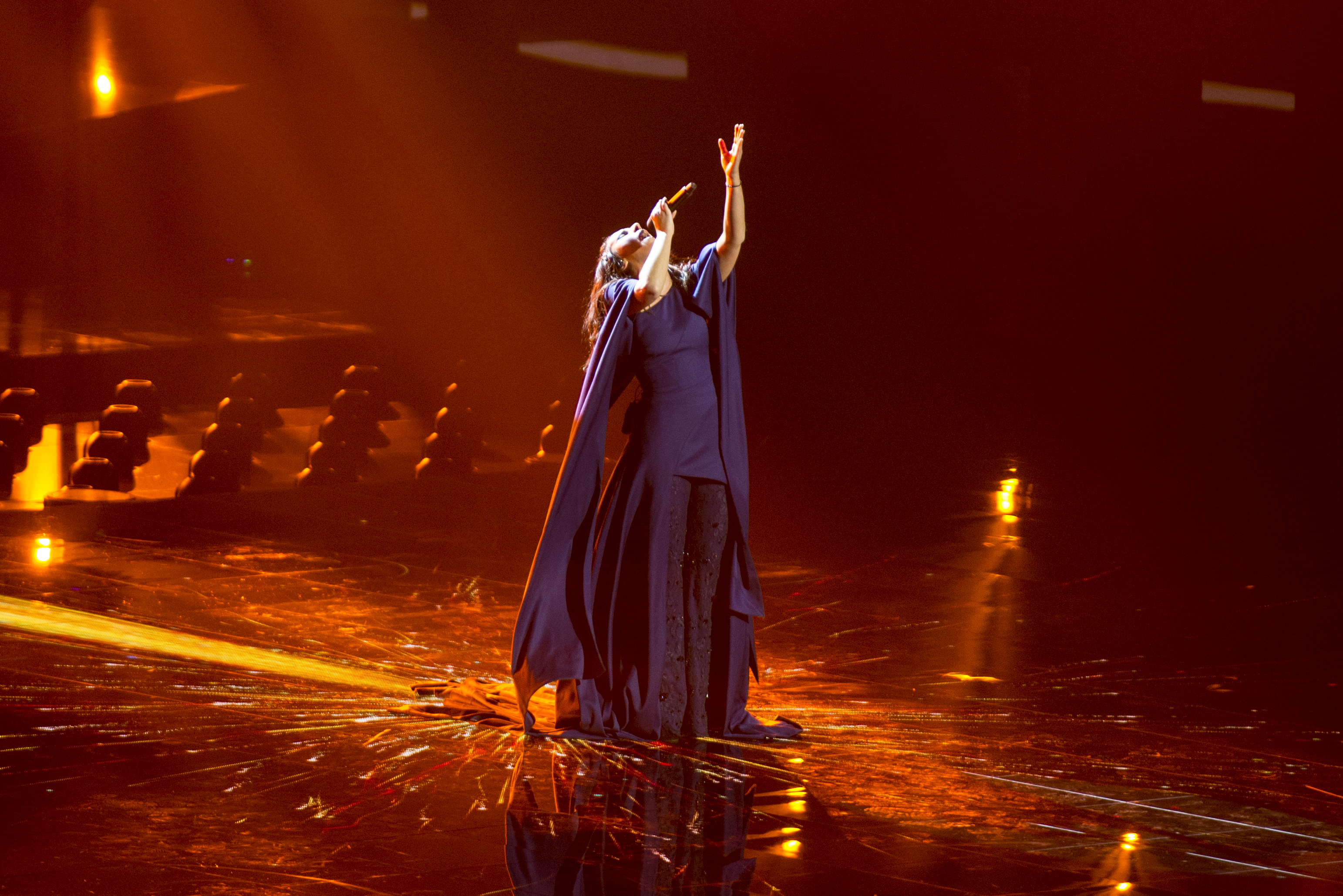
Džamala ve Stockholmu (2016)
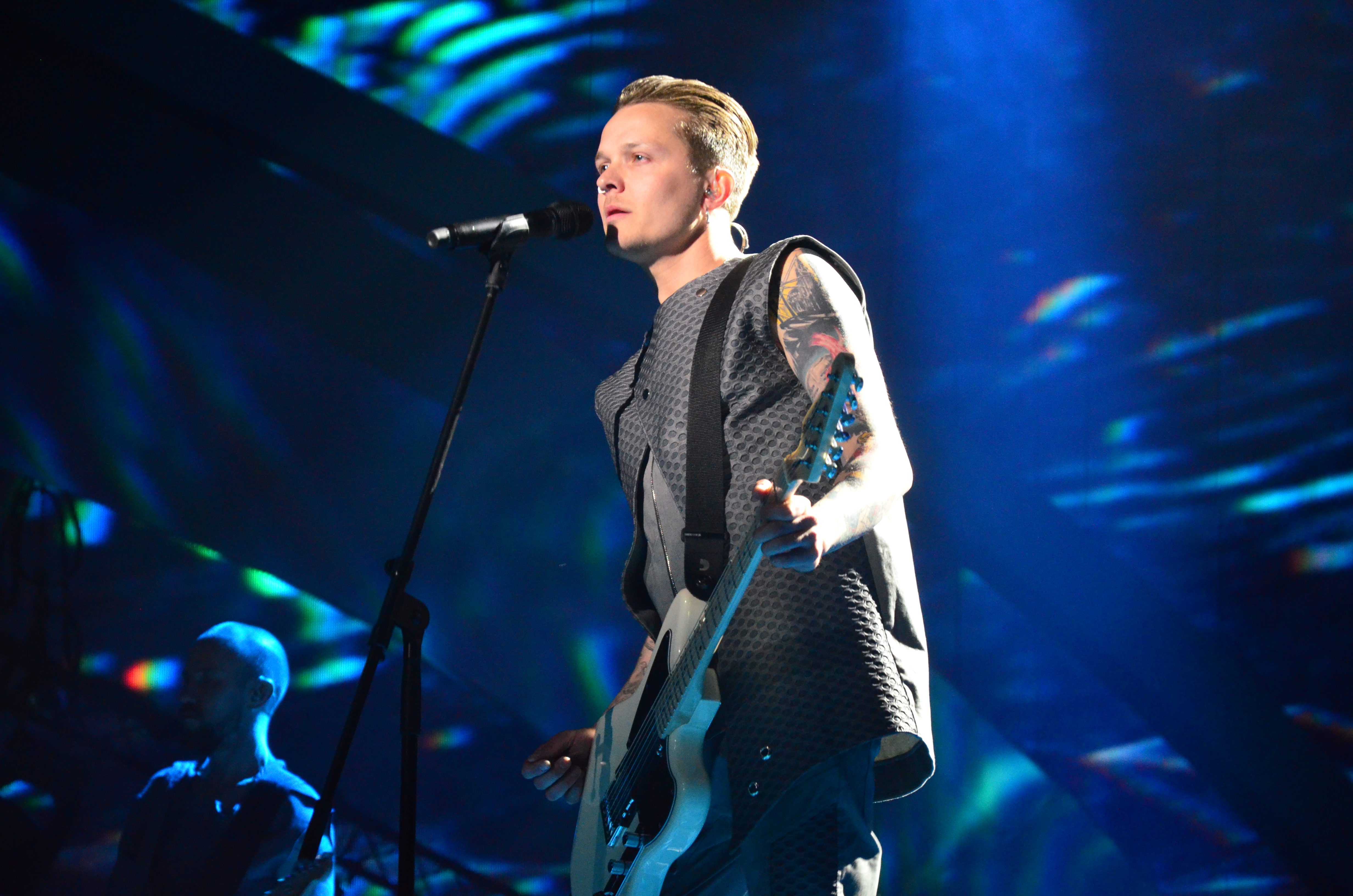
O.Torvald v Kyjevě (2017)
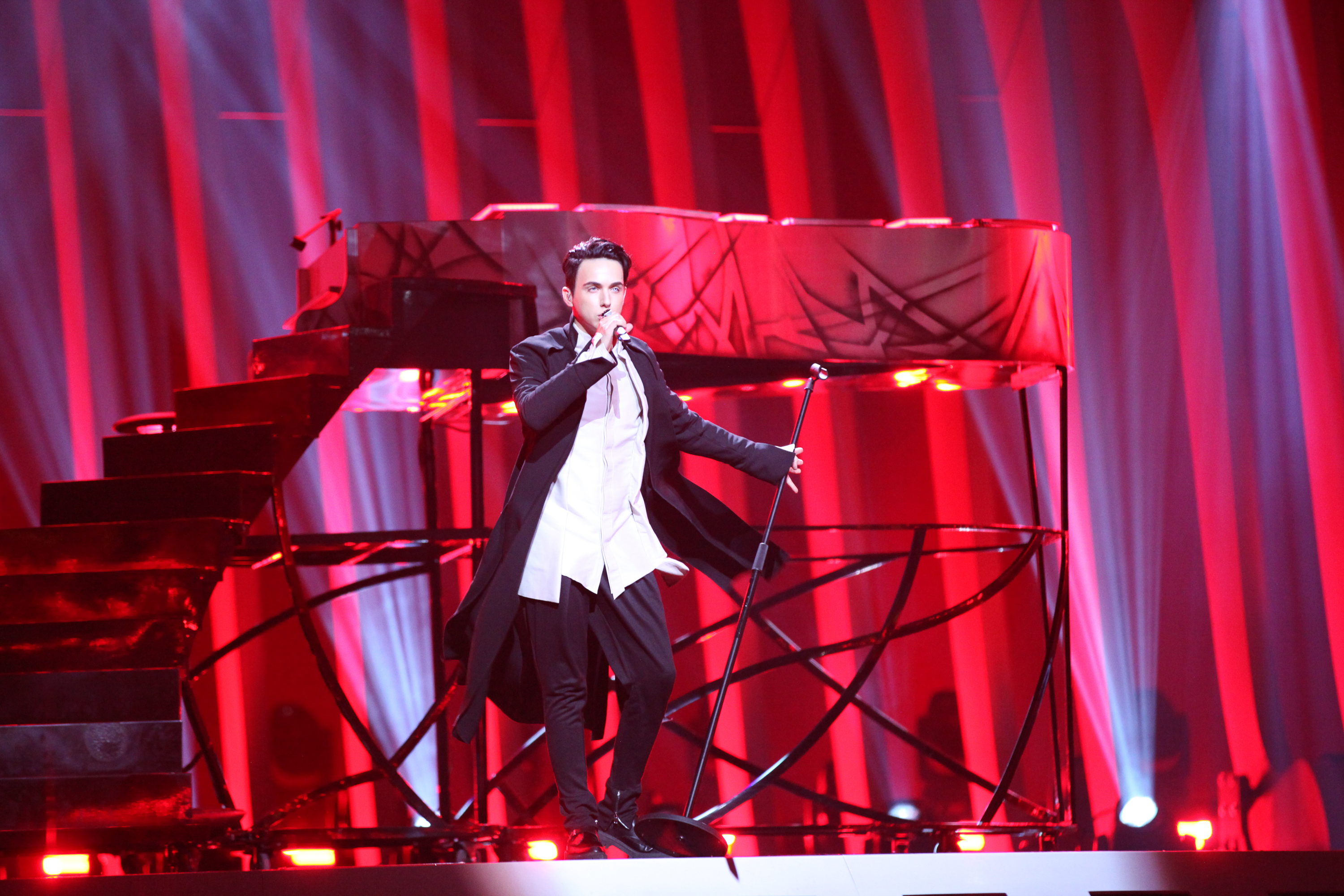
Mélovin v Lisabonu (2018)
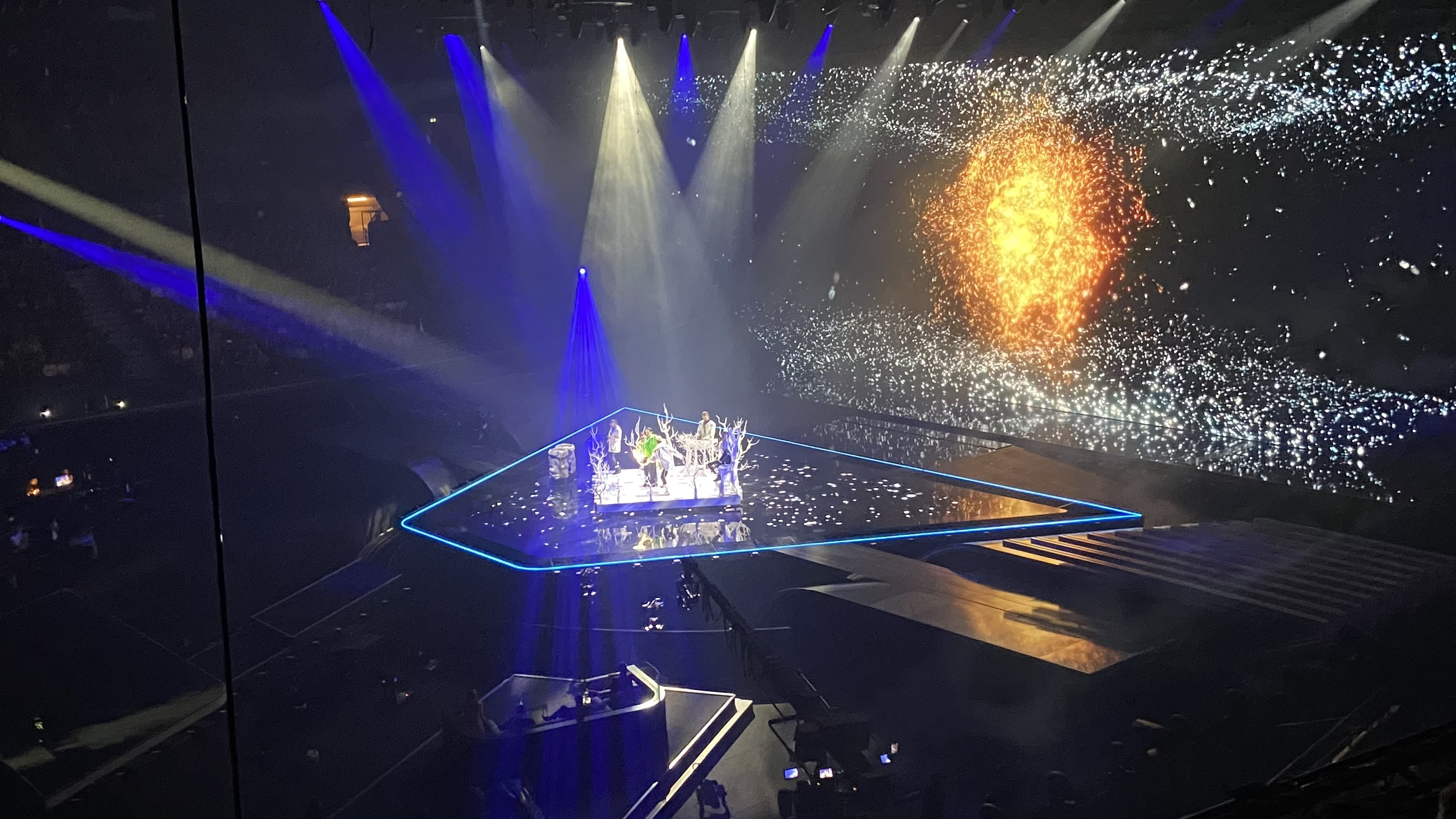
Go_A v Rotterdamu (2021)
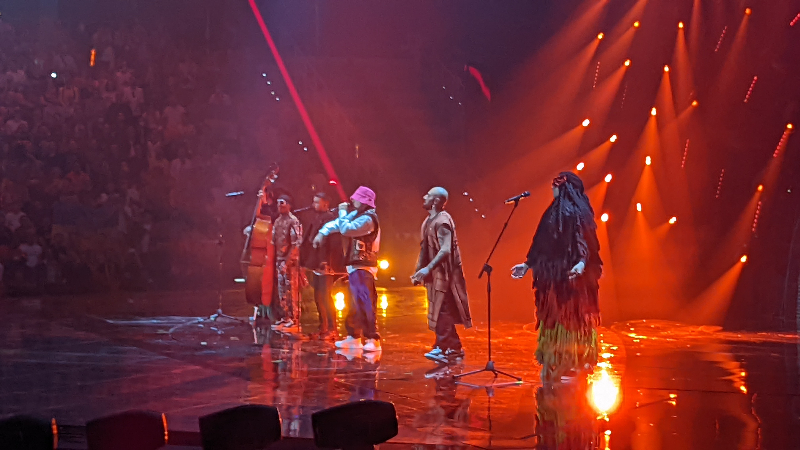
Kalush Orchestra v Turíně (2022)
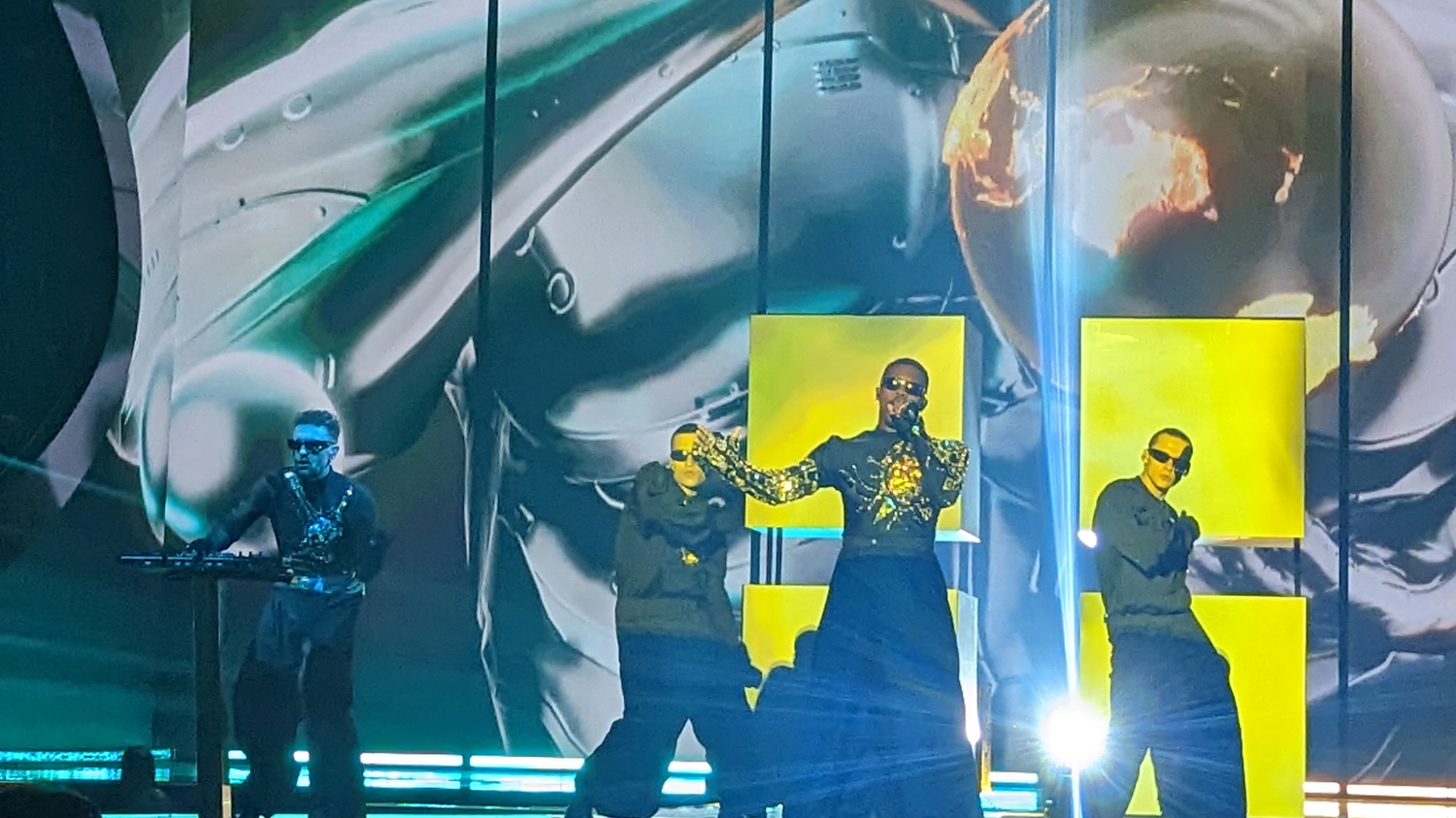
Tvorchi v Liverpoolu (2023)
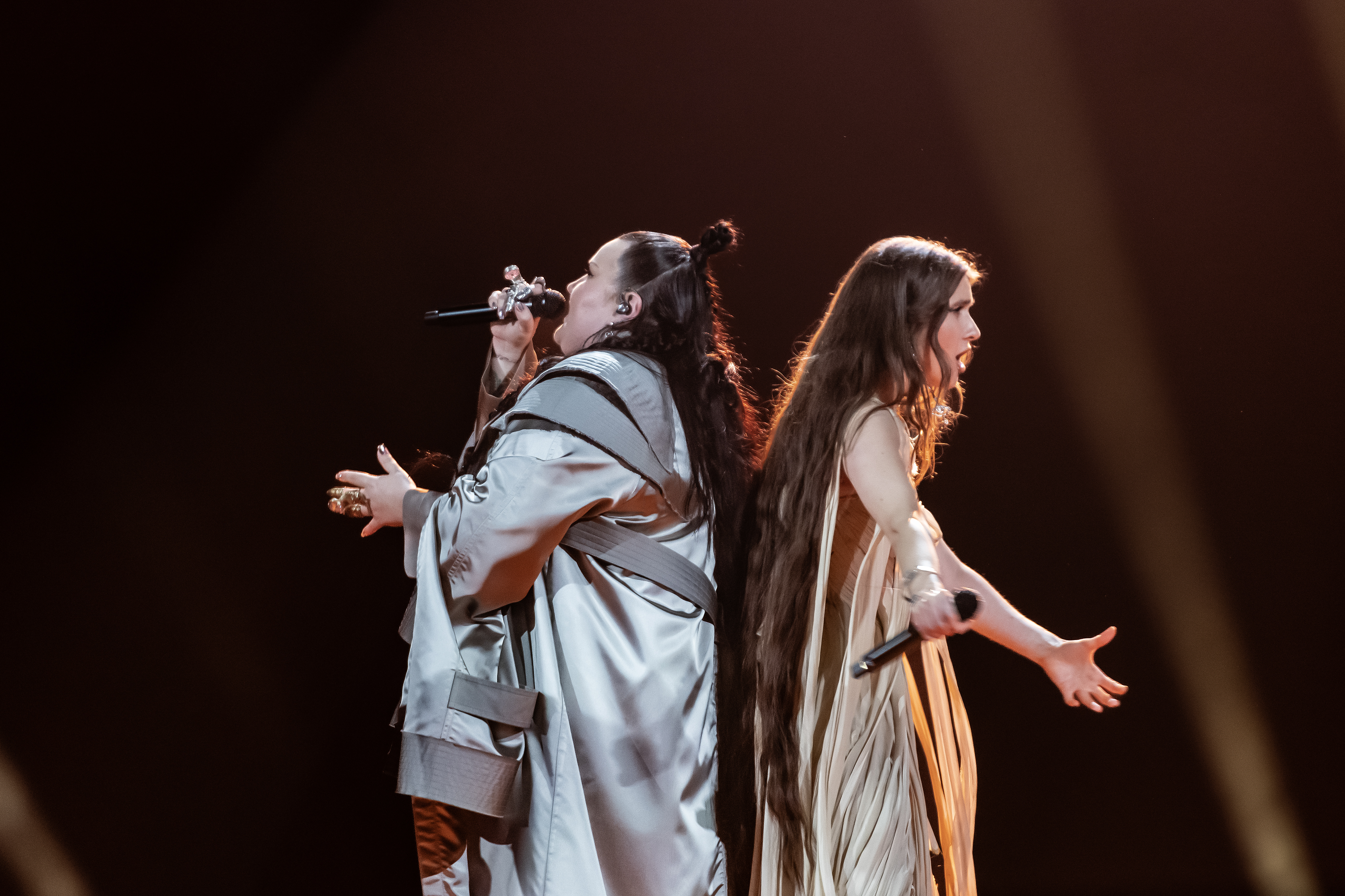
Alyona Alyona a Jerry Heil v Malmö (2024)
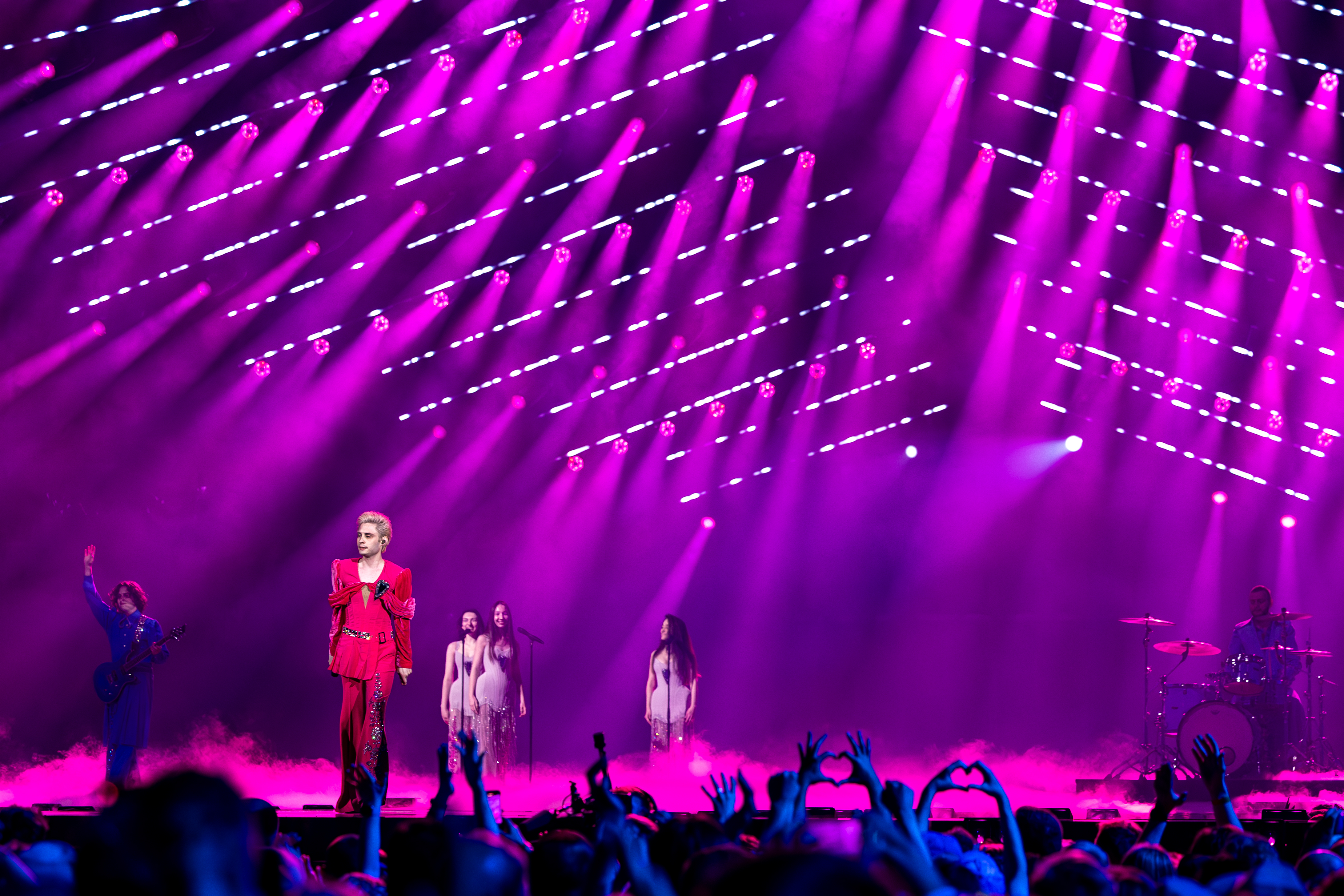
Ziferblat v Basileji (2025)